# Johannes Orth
Johannes Orth (Wallmerod, 14 gennaio 1847 – Berlino, 13 gennaio 1923) è stato un patologo tedesco.

## Biografia
Ha studiato medicina alle università di Heidelberg, Würzburg e Bonn, ricevendo la sua abilitazione nel 1872. È stato l'assistente di Eduard von Rindfleisch a Bonn. In seguito, ha lavorato come assistente sotto Rudolf Virchow (1821-1902) a Berlino. Nel 1878 divenne professore presso l'Università di Göttingen, e nel 1902, dopo la morte di Virchow, è tornato a Berlino come direttore della clinica di patologia.
Orth si è specializzato nello studio patologico delle malattie infettive, in particolare la tubercolosi e l'endocardite.
Nel 1875 ha documentato un account che coinvolge l'autopsia di un neonato itterico con un'intensa colorazione gialla, dell'ippocampo, del terzo ventricolo, è le parti del cervelletto. Nel 1903, il patologo Christian Georg Schmorl (1861-1932) ha presentato i risultati di 120 autopsie di neonati itterici, con sei dei casi con fenomeni di colorazione descritti da Orth. Schmorl ha coniato il termine "kernittero" (ittero dei gangli della base) per il fenomeno della colorazione gialla.

## Pubblicazioni principali
- Ueber das Vorkommen von bilirubinkrystallen bei neugeborenen kindern; in Virchow's Archiv Pathol. Anat. 63:447–462. (1875).
- Compendium der pathologisch-anatomischen Diagnostik (1894).
- Cursus der normalen Histologie.
- Lehrbuch der speciellen pathologischen Anatomie.[2]